# Cá thu rắn
Cá thu rắn (danh pháp hai phần: Gempylus serpens) là một loài cá trong họ Cá thu rắn. Cá thu rắn được tìm thấy được tìm thấy trên toàn thế giới, trong các đại dương nhiệt đới và cận nhiệt đới giữa vĩ độ 42° B và 40° N, đã có trường hợp con trưởng thành bơi lạc vào vùng biển ôn đới. Nó được tìm thấy ở độ sâu 600 mét. Quần thể cá thu rắn từ Đại Tây Dương và Ấn Độ-Thái Bình Dương có sự khác nhau giữa số lượng xương cột sống (51-55 so với 48-50) và số lượng vây lưng đầu tiên quay (30-32 so với 26-30), và như vậy có thể đại diện cho loài riêng biệt.

## Hình ảnh

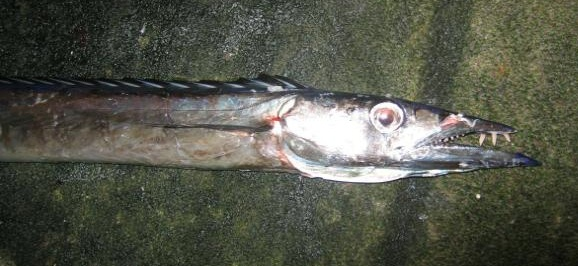
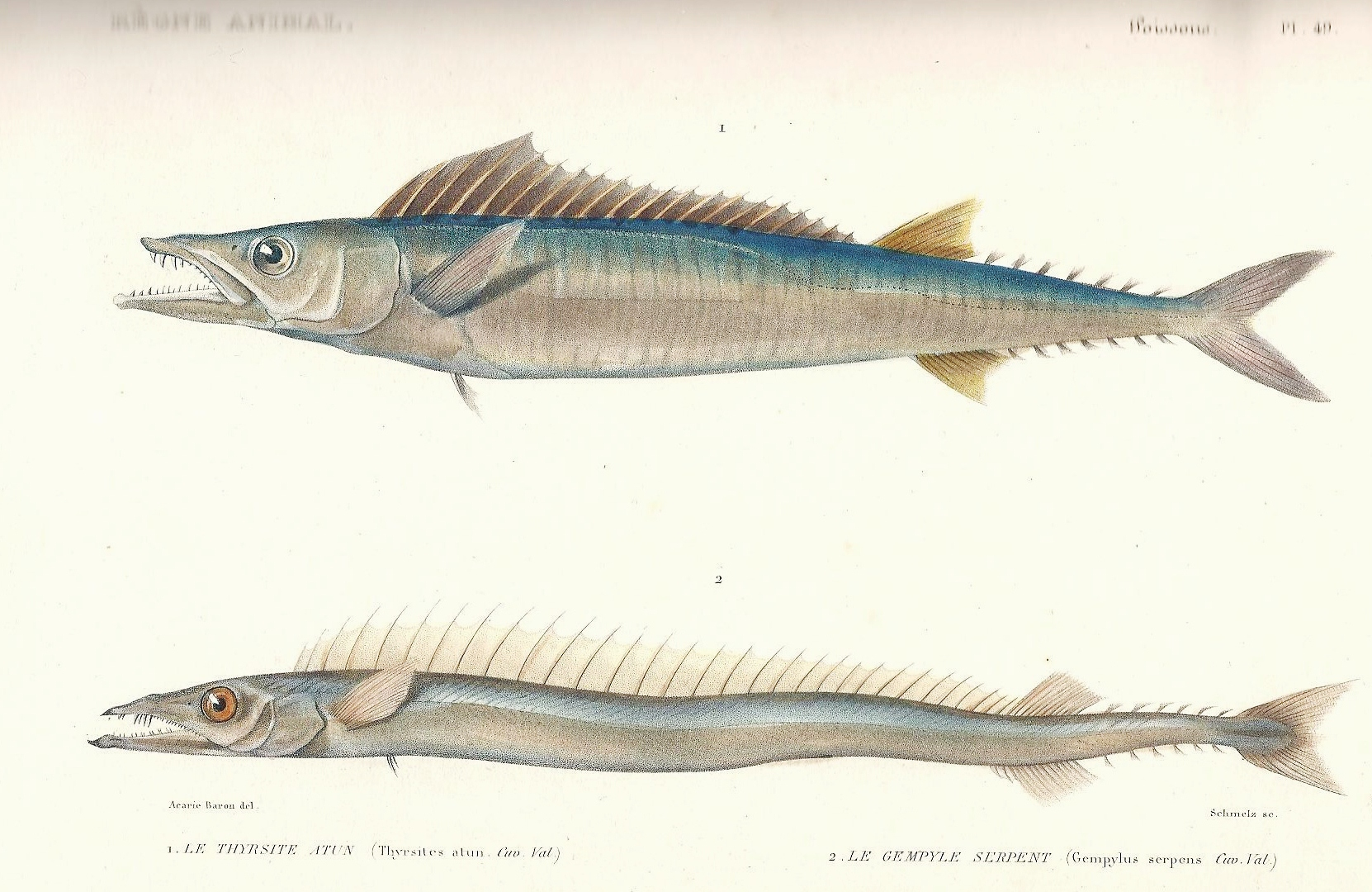
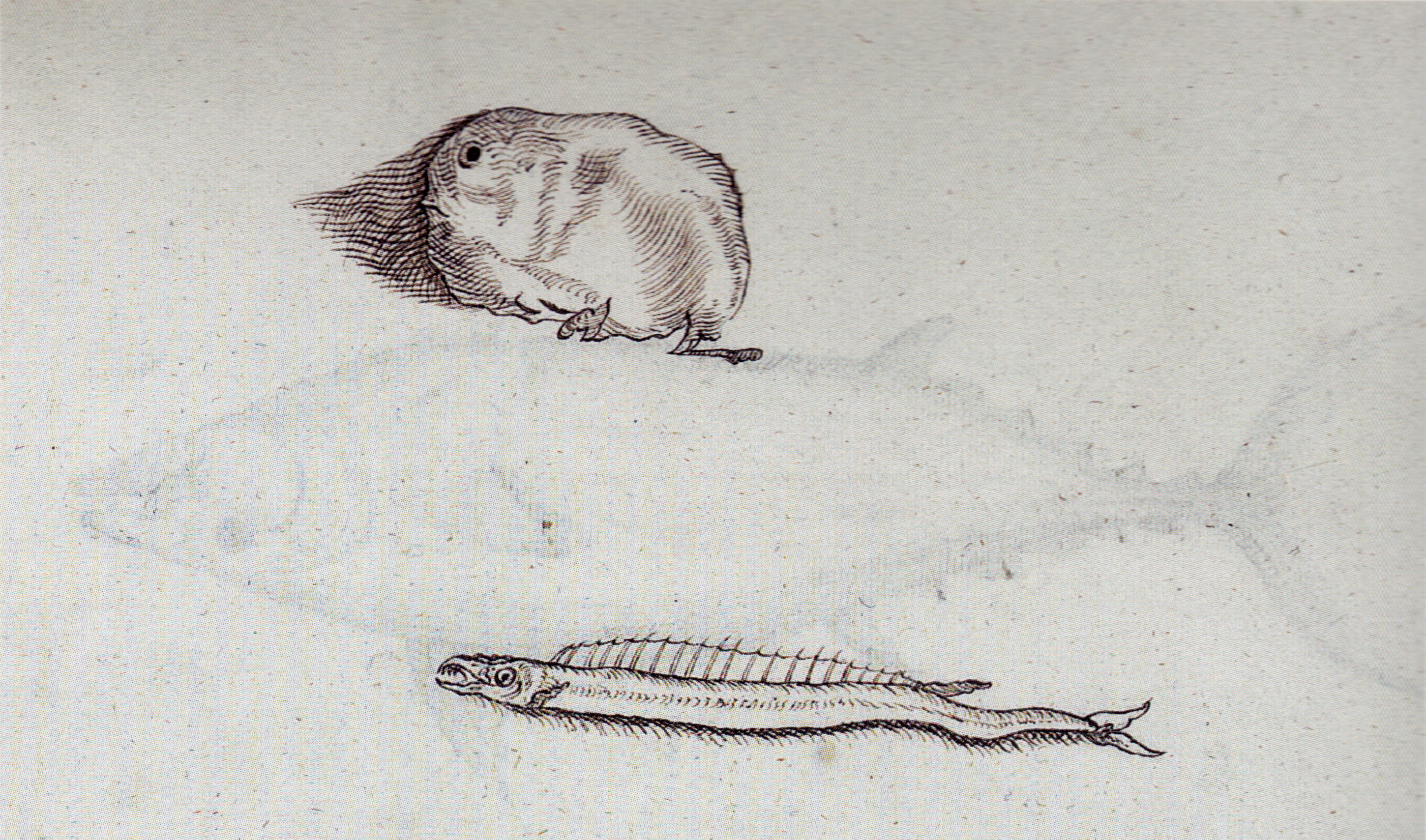